# Aeropuerto Coronel FAP Alfredo Mendivil Duarte

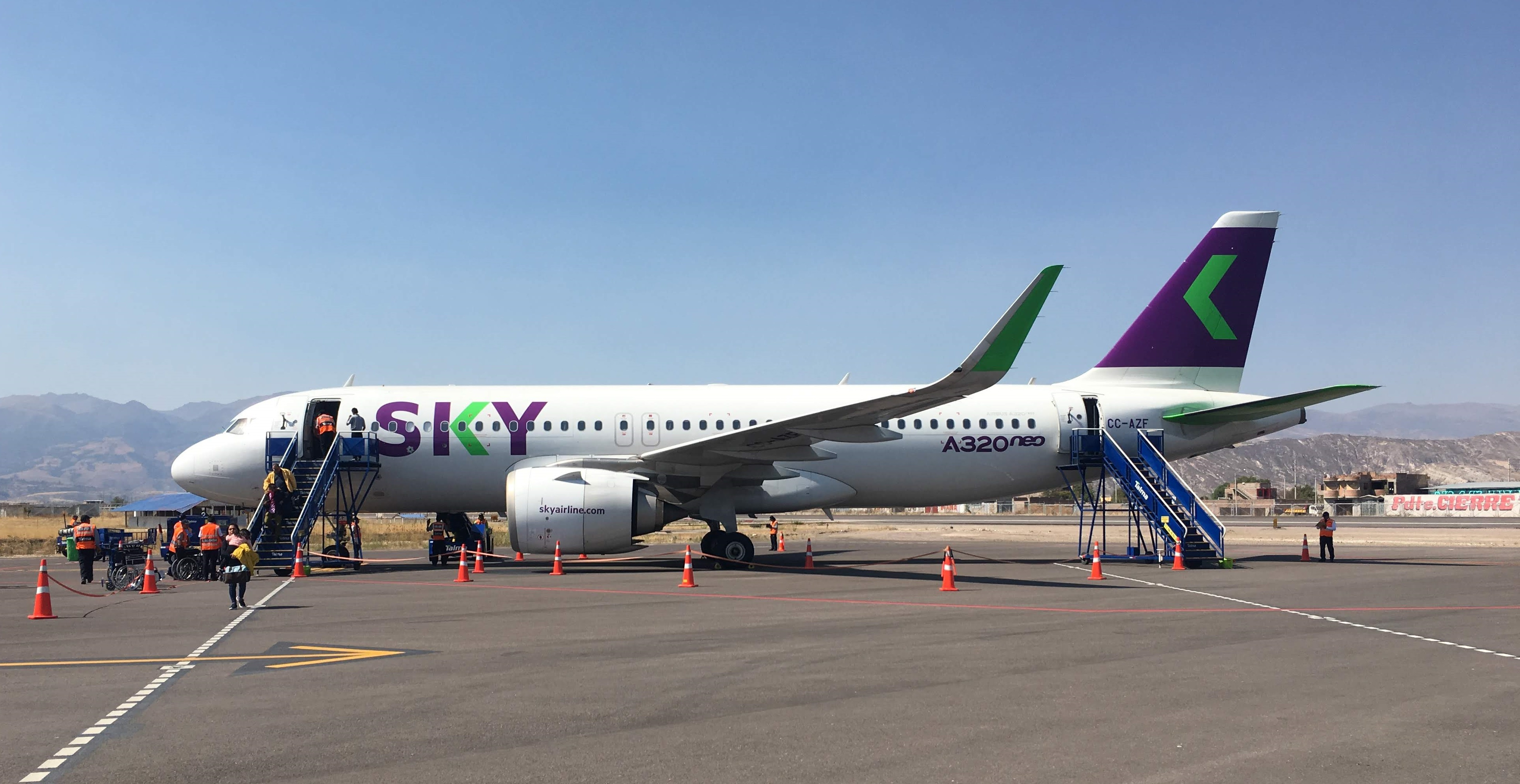
Aeropuerto de Ayacucho / Airbus A320neo de Sky Airline / 7 de agosto de 2019

El Aeropuerto Coronel FAP Alfredo Mendívil Duarte (IATA:AYP, OACI: SPHO) es un aeropuerto que sirve la ciudad peruana de Ayacucho. Es administrado por Aeropuertos Andinos del Perú desde que fuera concesionado en el 2011.
Es el principal terminal aéreo del Departamento de Ayacucho. Recibe vuelos comerciales de dos aerolíneas que lo conectan con la ciudad de Lima y Cusco. También opera algunos vuelos no regulares (privados).
Es el único en todo el Perú que tiene tiendas 100 % locales, con marcas y negocios netamente ayacuchanos, entre los cuales se encuentran tiendas de chocolates, quesos, artesanías, joyerías y un restaurante de comida típica ubicado en el segundo nivel. También se dispone de una sala vip.

## Expansión de aerolíneas nacionales
La nuevas modificaciones permitirían que el aeropuerto pase de una capacidad de 220 mil pasajeros anuales (situación actual) a 1 millón de pasajeros anuales. Se espera que el costo de esta ampliación sea de entre 70 a 80 millones de dólares y se ejecute entre 2020 y 2025. Con esta expansión el Aeropuerto de Ayacucho se colocaría como uno de los mejores aeropuertos del país en términos de tamaño y capacidad de pasajeros y carga.

### Pasajeros
Los vuelos comerciales regulares se realizan desde el Terminal Principal, hallándose en ese sector las áreas de embarque y desembarque de pasajeros (Passenger Departure & Arrivals), en la primera planta se encuentran los mostradores (Check-in) de las aerolíneas LATAM Perú y Sky Airline Perú.

## Ubicación
El aeropuerto se ubica a 2 km (0.7 millas) del centro de Ayacucho, en la av. Ejército N.º 950, en el distrito de Andrés Avelino Cáceres (provincia de Huamanga).

## Remodelación 2014
La concesionaria Aeropuertos Andinos del Perú, a cargo del Aeropuerto de Ayacucho, inauguró el 11 de septiembre de 2014 las obras de remodelación de este terminal, que incluyen: la rehabilitación de los pavimentos de la pista (2800 metros de largo y 45 de ancho), remodelación del terminal y mejoramiento de las condiciones de seguridad.
La obra demandó una inversión de 35 millones de soles. Esta inversión permitió recibir aviones de Categoría C (Airbus A319, Airbus A320, Airbus A320neo y Boeing 737).

## Servicios
- Salas de embarque iluminadas.
- Sistema de procesamiento y entrega de equipaje.
- Área pública para circulación de vehículos y para pasajeros y acompañantes
- Ambiente para el chequeo de pasajeros y equipaje.
- Sistema de perifoneo y de información de vuelo a través de pantallas LCD
- Servicio de atención médica; servicios de salvamento y extinción de incendios; seguridad aeroportuaria; servicios higiénicos.
- Carritos portaequipaje.
- Autobuses, shuttles y taxis comunican al aeropuerto con toda el área urbana.
- Cuenta con servicios de alquiler de autos de las compañías más reconocidas.
- Letreros y señales informativas
- Seguridad: Policía Nacional, seguridad privada, primeros auxilios.
- Módulo de atención al cliente y facilidades para personas con discapacidad.
- cuenta con playa de estacionamiento en el terminal.
- También cuenta con mostradores de información y de reserva de hoteles, entre otros servicios.

## Aerolíneas y destinos

### Aerolíneas
| Aerolíneas                 | Ciudades                     | Aeronave   | Alianza |
| -------------------------- | ---------------------------- | ---------- | ------- |
| LATAM Perú 2 destinos      | Nacionales: (2) Cusco / Lima | A319, A320 | N/A     |
| Sky Airline Perú 1 destino | Nacionales: (1) Lima         | A320N      | N/A     |

### Destinos nacionales
| Cuzco (1 destino, 1 aerolínea) |                                                   |                             |
| Cuzco                          | Aeropuerto Internacional Alejandro Velasco Astete | LATAM Perú                  |
| Lima (1 destino, 2 aerolíneas) |                                                   |                             |
| Lima                           | Aeropuerto Internacional Jorge Chávez             | LATAM Perú Sky Airline Perú |

## Aerolíneas que cesaron operación
Aerolíneas Extintas
| Lima (1 destino, 3 aerolíneas) |                                       |                                      |
| Lima                           | Aeropuerto Internacional Jorge Chávez | AeroPerú / Aero Continente / LC Perú |

Aerolíneas Operativas
| Ciudades por países | Nombre del aeropuerto                 | Aerolíneas | Perú (1 destino, 1 aerolínea) | Perú (1 destino, 1 aerolínea) | Perú (1 destino, 1 aerolínea) | Perú (1 destino, 1 aerolínea) | Perú (1 destino, 1 aerolínea) |
| Lima                | Aeropuerto Internacional Jorge Chávez | Star Perú  |                               |                               |                               |                               |                               |

## Proyectos
Se darán mayores facilidades para el parqueo vehicular en el aeropuerto, el que contará, además, con un equipo paramédico para la atención oportuna de cualquier emergencia que pudiera presentarse.
De otro lado, se informó que el aeropuerto Alfredo Mendívil cuenta ahora con una amplia sala de embarque, sala de espera con cómodas butacas, fajas transportadoras de equipajes, módulos de PromPerú con información sobre el programa de celebración de Semana Santa en la ciudad de Ayacucho, módulos para reservas de hoteles y servicio de taxis debidamente registrados que ofrecen seguridad al pasajero.
Asimismo, se detalló que la Municipalidad de Huamanga presentará grupos de música y danza representativa para recibir a los pasajeros en el terminal aéreo.